# Penguin Cafe Orchestra

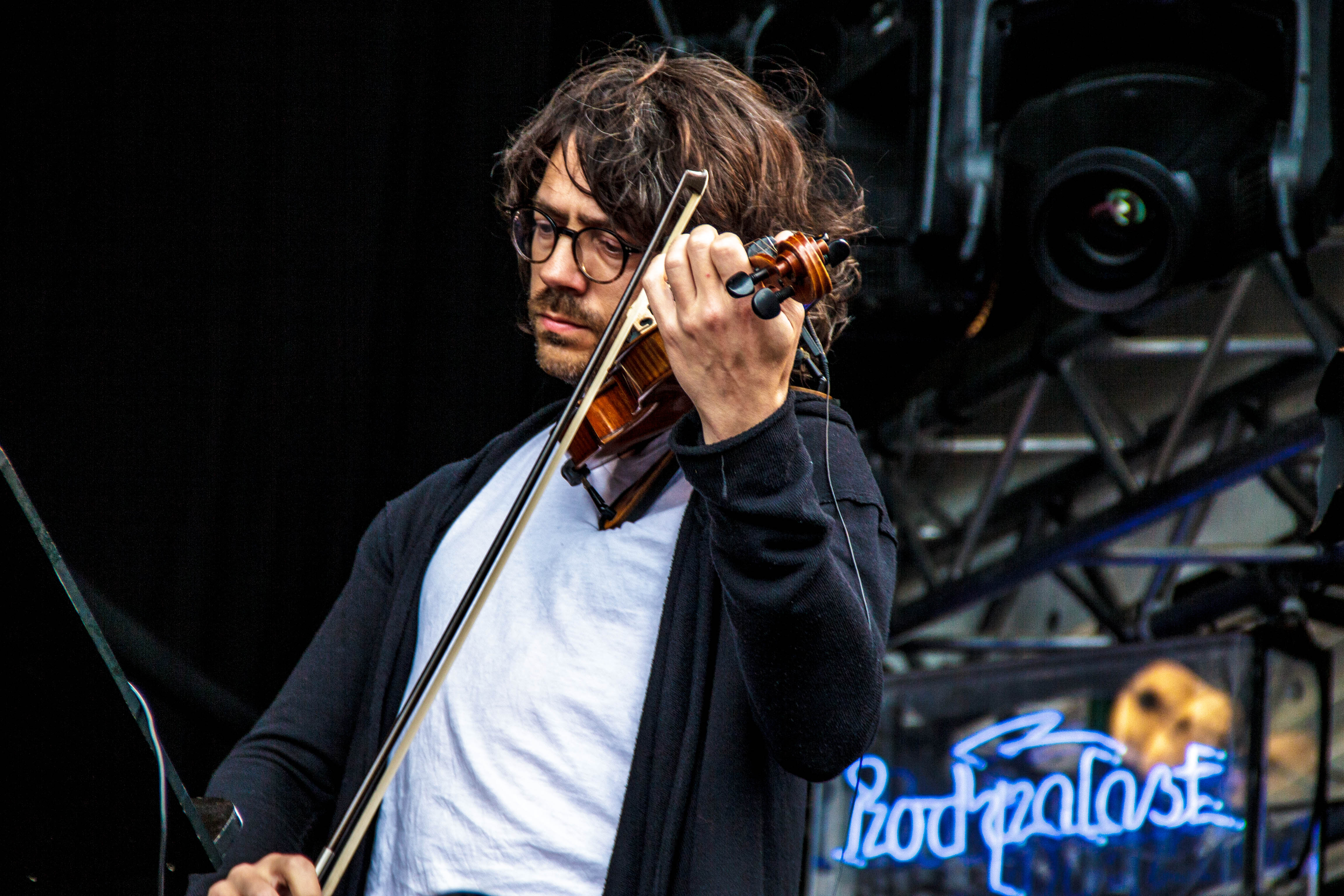
Penguin Café en el Festival Pop de Haldern en 2017

Penguin Cafe Orchestra fue una unión libre de músicos encabezada por el guitarrista clásico, compositor y arreglista Simon Jeffes (Sussex, Inglaterra, 1949-1997). Sólo Jeffes y la chelista y cofundadora Helen Liebmann eran miembros permanentes y núcleo del grupo. Otros músicos se incorporaron debido a los requerimientos de piezas musicales concretas o de performances. Su música no puede clasificarse fácilmente, pero tiene elementos de la música folk y una estética minimalista con reminiscencias ocasionales de Philip Glass.
En 2009 el hijo de Jeffes, Arthur, fundó una banda sucesora, llamada simplemente Penguin Cafe. Aunque no incluye miembros originales de Penguin Cafe Orchestra, presenta muchas piezas suyas en su repertorio en vivo y graba e interpreta música nueva escrita por Arthur.

## Historia
Después de desilusionarse con las estructuras rígidas de la música clásica y las limitaciones del rock, en las que también incursionó, Simon Jeffes se interesó por la relativa libertad en la música étnica y decidió imbuir su trabajo con el mismo sentido de inmediatez y espíritu. [ citación necesitada ]
Al describir cómo se le ocurrió la idea de la Orquesta de Penguin Cafe, Jeffes dijo:
"En 1972 me encontraba en el sur de Francia. Había comido un pescado en mal estado y, en consecuencia, estaba bastante enfermo. Mientras estaba en la cama tuve una extraña visión recurrente, allí, ante mí, había un edificio de hormigón como un hotel o un bloque de viviendas. Podía ver las habitaciones, cada una de las cuales era continuamente escaneada por un ojo electrónico. En las habitaciones había personas, todas ellas preocupadas. En una habitación una persona se miraba en un espejo, en otra una pareja hacía el amor pero sin amor, en una tercera un compositor escuchaba música con auriculares. A su alrededor había bancos de equipos electrónicos. Pero todo era silencio. Como todo el mundo en su lugar, había sido neutralizado, convertido en gris y anónimo. La escena era para mí una desolación ordenada. Era como si estuviera mirando un lugar que no tenía corazón. Al día siguiente, cuando me sentí mejor, estaba en la playa tomando el sol y de repente me vino a la cabeza un poema. Empezaba así: "Soy el propietario del Café Pingüino, te contaré cosas al azar" y continuaba diciendo que la cualidad del azar, la espontaneidad, la sorpresa, lo inesperado y lo irracional en nuestras vidas es algo muy valioso. Y si lo suprimes para tener una vida ordenada, matas lo más importante. Mientras que en el Café Pingüino tu inconsciente puede ser simplemente. Allí es aceptable, y todo el mundo es así. Hay una aceptación allí que tiene que ver con vivir el presente sin miedo en nosotros mismos.[3]"
El álbum debut del grupo, Music from the Penguin Cafe, una colección de piezas grabadas en 1974-76, fue lanzado en 1976 en el sello experimental Brian Occupa Records, una rama de EG. Fue seguido en 1981 por Penguin Cafe Orchestra, después de lo cual las ediciones de la banda fueron más regulares.
La banda hizo su primer gran concierto el 10 de octubre de 1976, apoyando a Kraftwerk en The Roundhouse. Continuaron recorriendo el mundo y tocando en una variedad de festivales de música y residencias en South Bank en Londres. De 1976 a 1996 tocaron en los Estados Unidos, Canadá, Australia, Japón y en toda Europa y el Reino Unido. En marzo de 1987, fueron el tema de un episodio de la serie de arte de ITV The South Bank Show , [4] en el que presentaron "Air", "Bean Fields", "Dirt" y "Giles Farnaby's Dream". [5]
Simon Jeffes experimentó con varias configuraciones en vivo y en el estudio, incluyendo una ocasional 'orquesta de baile' y un quinteto de cuerdas, oboe, trombón y él mismo al piano. En los álbumes de estudio, a veces tocaba varios instrumentos él mismo y traía otros músicos de acuerdo con las necesidades de cada pieza.

## Evolución
Hubo una serie de encarnaciones de la banda en vivo. Los miembros originales Gavyn Wright y Steve Nye se fueron en 1984 y 1988 respectivamente. Bob Loveday reemplazó a Gavyn Wright en el violín. Poco a poco, una formación regular evolucionó alrededor de Simon Jeffes y Helen Liebman: Neil Rennie, quien se unió en 1975 al ukelele; Geoffrey Richardson, quien se había unido en 1976 y coescribió tres piezas en Broadcasting from Home (1984), tocó viola, cuatro, guitarra, clarinete, mandolina y ukelele; Julio Segovia respondió un anuncio en Melody Maker y se unió en 1978 a la percusión; Paul Street se unió en 1984 tocando la guitarra, el cuatro y el ukelele, dejando en 1988; Jennifer Maidman se unió en 1984 a la percusión, el bajo, el ukelele y el cuatro; Steve Fletcher reemplazó a Steve Nye en 1988 en piano y teclados y Annie Whitehead, que también había aparecido en Broadcasting from Home (1984), se unió a la banda en vivo en 1988 en el trombón. Finalmente, Peter McGowan tomó el relevo de Bob Loveday en el violín y Barbara Bolte se unió al oboe. Doug Beveridge también se convirtió en un habitual en la mesa de mezclas en vivo. El álbum Concert Program (1995) es la grabación definitiva de esta alineación e incluye muchas de las piezas más conocidas del grupo.

## Bandas posteriores
Después de la muerte de Simon Jeffes, los miembros de la orquesta continuaron reuniéndose de vez en cuando para tocar juntos, pero no hubo nuevas grabaciones o apariciones públicas durante más de diez años. En 2007 la banda se reformó brevemente, con la alineación presentada en el Programa de conciertos (menos Julio Segovia), con Jennifer Maidman ahora manejando las partes de guitarra de Simon. Los miembros originales se unieron en el escenario por el hijo de Simon Jeffes, Arthur, en percusión y teclados adicionales, y tocaron tres shows con entradas agotadas en Union Chapel en Londres.
Después de esos conciertos, Arthur Jeffes quería formar un nuevo grupo sin ninguno de los miembros originales de PCO. Lo llamó "Music from the Penguin Cafe", más tarde abreviado simplemente como "Penguin Cafe". Este conjunto completamente nuevo, a veces mal contado como The Penguin Cafe Orchestra, tocó en varios festivales en 2009, combinando los números de Penguin Cafe con nuevas piezas. En 2010 aparecieron en BBC Proms (con el gaitero de Northumbria Kathryn Tickell).
Con el nombre de 'Penguin Cafe' ahora utilizado por Arthur, los miembros originales de Penguin Cafe Orchestra que querían continuar tocando su música necesitaban un título alternativo. Cuatro de ellos, los multiinstrumentistas Geoffrey Richardson y Jennifer Maidman, la trombonista Annie Whitehead y el pianista Steve Fletcher han tocado en algunos festivales bajo el nombre The Anteaters. A ellos se unió el percusionista Liam Genockey. Bien conocido como miembro de Steeleye Span, Liam también había tocado en vivo con los ellos en Italia en la década de 1980. El nombre 'Anteaters' (Osos hormigueros) vino de un incidente en la gira PCO 1983 de Japón cuando Simon Jeffes descubrió que había una locura por los pingüinos en el país. Simon bromeó que, si la moda cambiaba, la orquesta tendría que cambiar su nombre a "The Anteater Cafe Orchestra". En octubre de 2011, la misma formación también apareció en el Canterbury Festival en Kent, Reino Unido, presentando dos horas de música PCO original con otro nombre, "The Orchestra That Fell To Earth", y posteriormente continuaron actuando con ese nombre.

## Personal
·        Simon Jeffes - guitarra acústica, guitarra eléctrica, piano, cuatro, ukelele, bajo, voz, Omnichord , Dulcitone , penny whistle, pitch pipes, harmonium, shakers, batería, modulador de anillo , goma elástica, órgano electrónico, milkbottles, triángulo, violín, tambor, Linn Drum computer , soloban, spinet, Prophet V , guitarra sin trastes, Bluthner y Bosendorfer pianos, tambor de cebra, cinta, pianica, mandolina, arpa eólica eléctrica
·        Helen Liebmann - chelo
·        Steve Nye - piano eléctrico, cuatro, piano Bluthner , piano Wurlitzer , armonio
·        Gavyn Wright - violín
·        Geoffrey Richardson - viola, guitarra deslizante, bajo, bongos, marco de metal, ukelele, mandolina, guitarra eléctrica, silbato, clarinete
·        Ian Maidman (más tarde Jennifer Maidman ) - percusión, bajo, ukelele, cuatro, guitarra eléctrica, tambor de cebra.
·        Emily Young - voz
·        Michael Giles - batería
·        Dave DeFries - trompeta, fluegelhorn
·        Annie Whitehead - trombón
·        Nigel Kennedy - violín
·        Naná Vasconcelos - olla de barro, ramitas
·        Kathryn Tickell - Pequeña Gaita de Northumbria
·        Chris Laurence - bajo
·        Wilfred Gibson - violín
·        Roger Chase - viola
·        Braco - batería
·        Marcus Beale - violín
·        Kuma Harada - bajo
·        Barbara Bolte - oboe
·        Stephen Fletcher - piano
·        Peter McGowan - violín
·        Giles Leaman - instrumentos de viento de madera
·        Bob Loveday - violín
·        Neil Rennie - ukelele
·        Julio Segovia - percusión
·        Jill Streater - oboe
·        Peter Veitch - acordeón
·        Fami - batería
·        Trevor Morais - tambores
·        Danny Cummings - percusión
·        Paul Street - guitarra
·        Elisabeth Perry - Violín

## Discografía
Álbumes de estudio
·        Música del Penguin Cafe (1976) OBSCURE 7, más tarde EEGCD 27
·        Penguin Cafe Orchestra (1981) EEGCD 11
·        Transmitiendo desde casa (1984) EEGCD 38
·        Signos de la vida (1987) EEGCD 50 - Reino Unido # 49 [11]
·        Union Cafe (1993) ZOPFD 001

## Temas destacados
Algunos temas sobresalientes:
- Music for a Found Harmonium
- Prelude & Yodel (incluida en la banda sonora de la película Mary and Max)
- Air
- Air a Danser
- Perpetuum Mobile (incluida en la banda sonora de la película Mary and Max). También al final del capítulo 4 de la serie 'El cuento de la Criada'.
- Surface Tension
- Penguin Cafe Single
- The Sound of Someone You Love Who's Going Away and It Doesn't Matter
- Telephone and Rubber Band, empleado como banda sonora del programa argentino Caloi en su tinta.
- Heartwind